# Gallagher (komik)
Gallagher, właśc. Leo Anthony Gallagher Jr. (ur. 24 lipca 1946 w Fort Bragg, zm. 11 listopada 2022 w Palm Springs) – amerykański komik pochodzenia irlandzko-chorwackiego.

## Życiorys
Ukończył studia na Uniwersytecie Południowej Florydy, uzyskując na nim tytuł inżyniera chemika. Zamieszkał w Los Angeles, gdzie rozpoczął karierę artystyczną. Wystąpił także w programach The Tonight Show (1975), The Mike Douglas Show (1978), The Merv Griffin Show (1979) i An Uncensored Evening (1980). Stał się rozpoznawalny dzięki używaniu zręcznie skonstruowanego młota nazwanego Sledge-O-Matic (w nawiązaniu do urządzenia kuchennego o nazwie Veg-O-Matic), którym rozbijał na swoich występach różne przedmioty, w tym arbuzy; w ten sposób od 1984 do 2019 roku wykorzystał około 63 tys. arbuzów. W 2020 roku zakończył karierę artystyczną w związku z pandemią COVID-19.
W 2003 roku bezskutecznie ubiegał się o urząd gubernatora Kalifornii, startując w wyborach jako kandydat niezależny; otrzymał łącznie 5466 głosów.

## Kontrowersje i procesy sądowe
Na początku lat 90. XX wieku został oskarżony przez Robin Vann o spowodowanie jej urazu głowy. Oskarżona domagała się 100 tys. dolarów odszkodowania za doznane szkody, w wyniku których przez pół roku nie mogła pracować. Vann argumentowała, że uraz głowy był wynikiem rozbicia przez Gallaghera rekwizytu w trakcie jednego z występów; sąd orzekł jednak na korzyść komika.
W 2000 roku pozwał swojego brata Rona za naruszenie znaku towarowego; wcześniej, za zgodą Leo, wykonywał występy z użyciem młota Sledge-O-Matic, z czasem zaczął działać pod pseudonimami artystycznymi Gallagher Too i Gallagher Two. Leo Gallagher bezskutecznie zażądał od brata, by zaprzestał wykonywania występów. Decyzją sądu Ron Gallagher otrzymał zakaz kontynuowania dotychczasowej działalności.
Mierzył się z oskarżeniami o homofobię i rasizm, w wyniku czego niektóre jego występy zostały odwołane.

## Wyróżnienia
W 2004 roku stacja telewizyjna Comedy Central wymieniła Gallaghera jako jednego ze 100 najlepszych komików wszech czasów.

## Życie prywatne
Jego dziadek był Irlandczykiem, a babcia była Chorwatką. Miał brata Rona, córkę Aimee oraz syna Barnaby’ego.